# Rijksdienst voor Arbeidsvoorziening

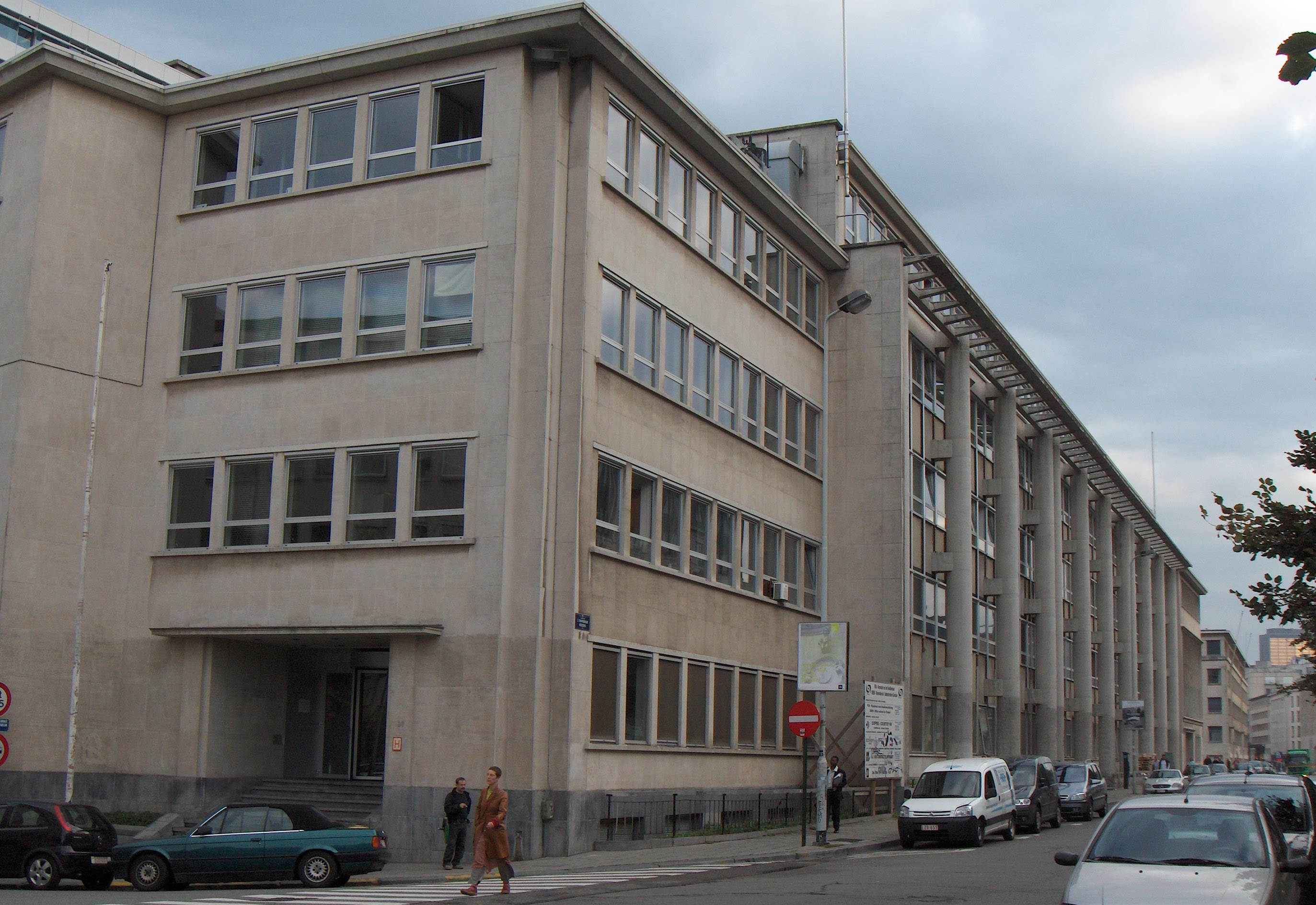
Hoofdbestuur van de RVA aan de Brusselse Keizerslaan

De Rijksdienst voor Arbeidsvoorziening, afgekort RVA (voor het Franstalige landsgedeelte: Office National de l'Emploi (ONEM), voor het Duitstalige landsgedeelte: Landesamt für Arbeitsbeschaffung (LfA)) is een Belgische federale openbare instelling die voornamelijk waakt over het recht op werkloosheidsverzekering in België. Ze bestaat naast verschillende andere Openbare Instellingen van Sociale Zekerheid (OISZ), waaronder de Rijksdienst voor Pensioenen (RVP), de Rijksdienst voor Ziekte- en Invaliditeitsverzekering (RIZIV). De instelling is tot op zekere hoogte vergelijkbaar met het Uitvoeringsinstituut Werknemersverzekeringen (UWV) in Nederland, dat echter een veel breder domein in de sociale zekerheid bestrijkt.

## Geschiedenis
Met de KB's van 27 en 31 juli 1935 werd, in volle economische crisis, de "Rijksdienst voor arbeidsbemiddeling en werkloosheid" (RVAW) (Office national du placement et du chômage, ONPC) opgericht.
Met de wet van 14 februari 1961 (de Eenheidswet) werd de instelling omgevormd tot de RVA en kreeg ze meer bevoegdheden.

## Naam
De hoofdtaak van de RVA is het toekennen en controleren van werkloosheidsuitkeringen. Vandaar dat de naam enigszins verwarrend is, aangezien de RVA vandaag slechts in zeer beperkte mate bevoegd is voor “arbeidsvoorziening”, namelijk enkel voor federale tewerkstellingsmaatregelen, die via de RVA worden uitgevoerd, echter niet voor arbeidsbemiddeling of beroepsopleiding. De RVA was echter lange tijd ook voor die aspecten van “arbeidsvoorziening” bevoegd, tot ze bij de Staatshervorming van 1989 overgeheveld werden naar de gewesten (arbeidsbemiddeling) en de gemeenschappen (beroepsopleidingen). In Vlaanderen zijn beide bevoegdheden samengebracht in de VDAB, in Wallonië in de Forem, in het gebied van de Duitstalige Gemeenschap in de ADG, in Brussel is het opgesplitst: Actiris is bevoegd voor arbeidsbemiddeling (zowel voor Nederlands- als Franstaligen), terwijl de VDAB bevoegd is voor Nederlandstalige beroepsopleidingen, de instelling Bruxelles Formation voor Franstalige beroepsopleidingen.

## Opdrachten en werking

### Werkloosheidsuitkeringen
De belangrijkste opdracht van de RVA is het bepalen van het recht op en de omvang van uitkeringen voor onvrijwillige werkloosheid (werkloosheids-, wacht- en overbruggingsuitkeringen). De werkloosheidsuitkeringen worden aan de werkloze betaald door zogenaamde uitbetalingsinstellingen: de openbare hulpkas HVW of de werkloosheidsdienst van de drie vakbonden die voor die taak erkend zijn (ABVV, ACV en ACLVB). Zo'n uitbetalingsinstelling fungeert voor de werkloze ook als zijn woordvoerder bij de RVA: ze deelt de persoonlijke situatie mee (alleenstaande, werknemer met gezinslast of samenwonende), maakt zijn aanvraag om een uitkering over, bemiddelt bij geschillen met de RVA over de uitkering.
Het werken met uitbetalingsinstellingen als tussenschakel tussen de werkloze en de RVA heeft historische redenen. De moderne werkloosheidsverzekering gaat terug op de werkloosheidskassen van de vakbonden aan het begin van de 20e eeuw. Na de Tweede Wereldoorlog werd de werkloosheidsverzekering genationaliseerd (Besluitwet van 28 november 1944), maar in het klimaat van de jaren 40, dat gericht was sociale rust en herstel, wilde men de historische rol van de vakbonden behouden. Om echter te vermijden dat men als werkloze verplicht zou worden om lid van een vakbond te worden, heeft men in 1952 de openbare Hulpkas voor Werkloosheidsuitkeringen (HVW) opgericht.
De controle op de werklozen (met bijbehorende sancties) is dan weer een federale bevoegdheid die uitgeoefend wordt door de Rijksdienst voor Arbeidsvoorziening (RVA).

### Overige uitkeringen
Een aantal uitkeringen betaalt de RVA zelf uit, zoals loopbaanonderbreking en het tijdskrediet. Dergelijke uitkeringen zijn voor het eerst in de jaren 1980 uitbetaald en waren aanvankelijk gekoppeld aan de tewerkstelling van een werkloze in de plaats van de werknemer die in loopbaanonderbreking ging. Door de grote aantallen werklozen in die periode waren de uitbetalingsinstellingen geen vragende partij om ook hier als tussenschakel te fungeren.

### Tewerkstelling
Ook na de regionalisering van arbeidsbemiddeling en beroepsopleiding heeft de federale regering de RVA gebruikt om een tewerkstellingsbeleid te voeren. Een voorbeeld vormen de Plaatselijke Werkgelegenheidsagentschappen (PWA), die onder de bevoegdheid van de RVA vallen en die aan werklozen de mogelijkheid bieden om met kleine, meestal huishoudelijke taken bij te verdienen en werkervaring op te doen. Verder zijn er diverse vormen van verminderde RSZ-bijdragen of loonsubsidie voor werkgevers die bepaalde doelgroepen onder de werklozen in dienst nemen (meestal oudere of langdurig werklozen, of laaggeschoolden). De RVA controleert de voorwaarden waaraan de doelgroep moet beantwoorden en kent het recht toe op loonsubsidie (de zogenaamde "geactiveerde werkloosheidsuitkering"), de loonsubsidie wordt aan de werknemers uitbetaald via de uitbetalingsinstellingen.
Sinds 2005 controleerde de RVA ook systematisch het zoekgedrag van langdurig werklozen via individuele gesprekken, waarbij niet enkel raadgeving verstrekt wordt, maar ook de mogelijkheid bestaat om bindende afspraken te maken en desnoods sancties op te leggen. Dit is ten gevolge van de zesde staatshervorming een gewestbevoegdheid sinds 1 januari 2016 en wordt dus nu ook door de VDAB uitgevoerd
De RVA is de grootste Openbare Instelling van Sociale Zekerheid in België: over heel 2005 kregen gemiddeld 1,2 miljoen personen een uitkering van de RVA.